# Pittosporum obovatum
Pittosporum obovatum är en tvåhjärtbladig växtart som beskrevs av André Guillaumin. Pittosporum obovatum ingår i släktet Pittosporum och familjen Pittosporaceae. Inga underarter finns listade.